# Oberursel U III

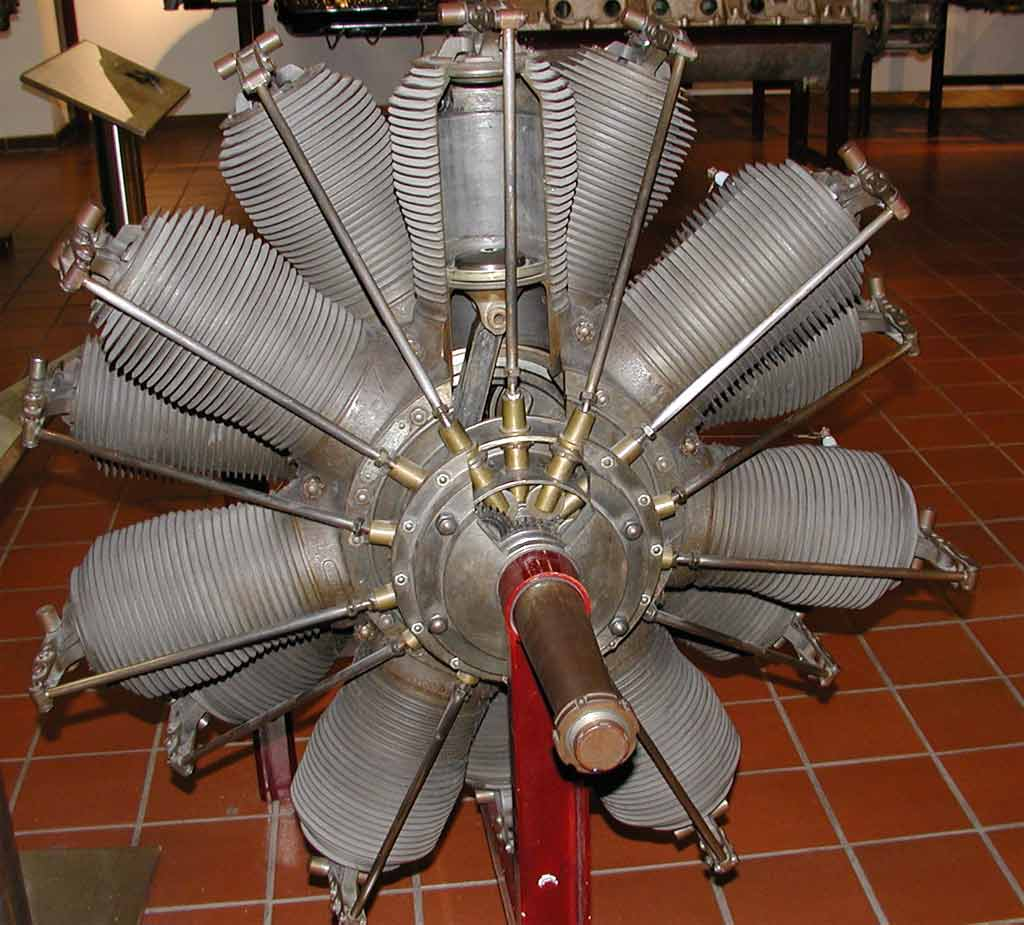
Oberursel U III

Der Oberursel U III war ein von der Motorenfabrik Oberursel entwickelter und produzierter deutscher Flugmotor des Ersten Weltkrieges.

## Entwicklung
Der U III war eine direkte Ableitung des U O, dem Lizenzbau des französischen Siebenzylinder-Umlaufmotors Gnôme, bei der die Anzahl der Zylinder auf 14 erhöht wurde. Diese wurden in zwei Sternen hintereinander angeordnet, wobei die Grundabmessungen des U O beibehalten wurden. Ziel war eine Erhöhung der Motorleistung. Die Serienfertigung lief 1915 an, der Stückpreis betrug 19.000 Mark. Kühlprobleme und hohe Kreiselrotationskräfte, die das Flugverhalten negativ beeinflussten, führten dazu, dass der Motor sowohl bei den Piloten als auch den Mechanikern nicht sonderlich beliebt war. Hinzu kam der durch die Bauart bedingte hohe Verbrauch des als Schmiermittel genutzten hochwertigen Rizinusöls, das als sogenannter „Sparstoff“ während des Krieges nicht in ausreichendem Maße verfügbar war. Der Bau wurde deshalb nach 595 Exemplaren eingestellt und der Antrieb kam relativ wenig zum Einsatz. Oberursel produzierte stattdessen ab 1916 als UR II und UR III bezeichnete Nachbauten von ebenfalls französischen, aber erheblich verbrauchsärmeren Umlaufmotoren der Bauart Le Rhône.

## Verwendung

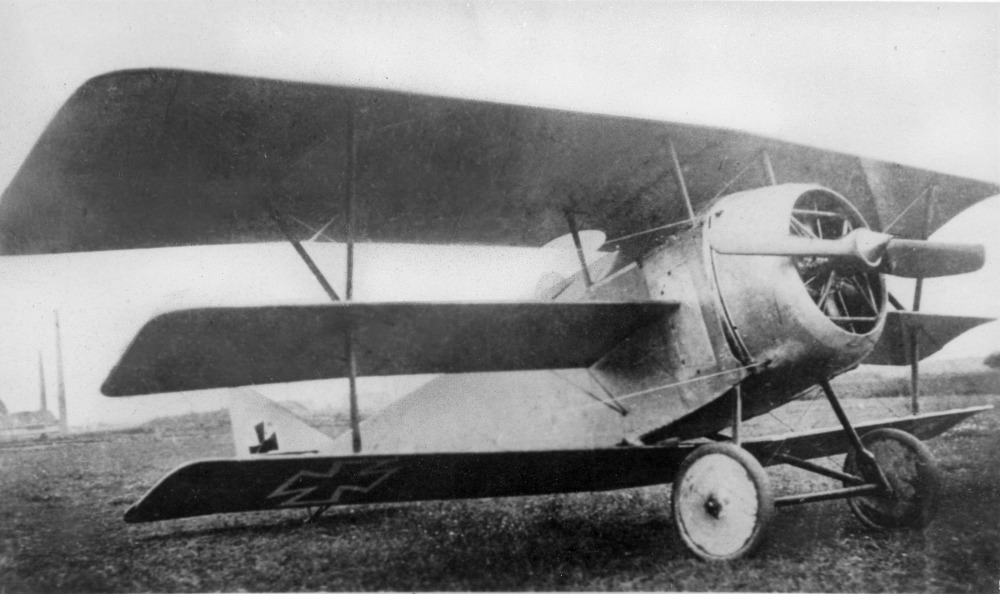
Euler-Dreidecker Dr I mit U III

- Euler Dr I
- Fokker E IV
- Fokker D III
- Hansa-Brandenburg W 16
- Pfalz A II
- Pfalz E IV

## Technische Daten
| Kenngröße             | Daten                                 |
| --------------------- | ------------------------------------- |
| Hersteller            | Motorenfabrik Oberursel AG            |
| Entwicklungsland      | Deutsches Reich                       |
| Entwicklungsjahr      | 1915                                  |
| Bauform               | luftgekühlter 14-Zylinder-Umlaufmotor |
| Bohrung               | 124 mm                                |
| Hub                   | 150 mm                                |
| Hubraum               | 25,3 l                                |
| Länge                 | 1371 mm                               |
| Breite                | 1020 mm                               |
| Höhe                  | 1020 mm                               |
| Masse                 | 200 kg                                |
| effektive Leistung    | 155 PS (114 kW) am Boden              |
| Nennleistung          | 160 PS (118 kW) bei 1200/min          |
| Kraftstoffverbrauch   | 273 g/PSh                             |
| Schmierstoffverbrauch | 85 g/PSh                              |